# Épisodes du Roi de Las Vegas
Cet article présente le guide des épisodes de la série télévisée d'animation Le Roi de Las Vegas (Father of the Pride).